# Моливиатис, Петрос
Петрос Моливиатис (греч. Πέτρος Μολυβιάτης; 12 июня 1928, Хиос — 4 мая 2025, Афины) — греческий политик и дипломат, министр иностранных дел (2004—2006, 2012, 2015).

## Биография
Родился 12 июня 1928 года на Хиосе, изучал право в Афинском университете, после окончания которого поступил на работу в Министерство иностранных дел Греции.
Его мать Агапи была сестрой писателя Илиаса Венезиса и происходила родом из Айвалыка в Малой Азии.

## Карьера
Будучи дипломатом, Моливиатис являлся членом постоянных делегаций Греции при Организации Объединенных Наций в Нью-Йорке и НАТО в Брюсселе. Он также работал в греческих посольствах в Москве, Претории и Анкаре, а с 1974 по 1980 год был дипломатическим советником и генеральным директором политического кабинета премьер-министра Константиноса Караманлиса. Позднее, в годы работы Караманлиса на посту президента Греции с 1980 по 1985 и с 1990 по 1995 годы, Моливиатис был генеральным секретарём и руководителем президентской канцелярии.
На парламентских выборах 1996 и 2000 годов он был избран членом греческого парламента от партии «Новая демократия», а в мае 2004 года был назначен министром иностранных дел Греции после победы партии на парламентских выборах в марте того же года. Находясь на посту главы внешнеполитического ведомства страны, Моливиатис подписал договор об установлении Конституции Европейского союза, который так и не был полностью ратифицирован и не вступил в силу. Кроме того, Моливиатис был одним из потенциальных кандидатов на пост премьер-министра Греции в коалиционном правительстве, решение о котором было принято между правительством и оппозицией в ноябре 2011 года.
С 17 мая по 21 июня 2012 года он вновь занимал пост министра иностранных дел во временном правительстве Панайотиса Пикрамменоса. 28 августа 2015 года Моливиатис был вновь назначен временным министром иностранных дел во временном кабинете Василики Тану-Христофилу.

## Личная жизнь
Моливиатис был женат и имел дочь и сына. Кроме того, он говорил на английском и французском языках и являлся председателем Фонда Константиноса Караманлиса.
Скончался 4 мая 2025 года в результате дыхательной недостаточности в больнице в Афинах, Греция, в возрасте 96 лет.